# Лейкин, Генрих Александрович
Генрих Александрович Лейкин (1886—1953) — советский военачальник, генерал-майор инженерно-технической службы (1943).

## Биография
Родился в семье еврейского учителя. Окончил школу прапорщиков, участвовал в Первой мировой войне. В Красной Армии с 1922 года, командовал частями связи. 1941—1946 годы — начальник управления в Главном управлении связи Красной Армии. С 1950 года в отставке.
Умер в 1953 году. Похоронен на Введенском кладбище (19 уч.).